# 英國選區

英國下議院現時共有650個選區。

英國作爲一個權力下放的單一制國家，其境內除了有國家立法機關所劃分之選區外，亦有各構成國議會及地方議會之選區。法律上對不同類型之選區所使用的用語稍有不同：以「constituency」一詞描述英國下議院、蘇格蘭議會、威爾斯議會、北愛爾蘭議會及倫敦議會之選區；「ward」或「electoral division」則用以描述地方議會之選區。「constituency」一詞亦用以描述1921年至1973年間的北愛爾蘭下議院選區，以及在英國退出歐盟前用作選出歐洲議會議員之選區。

## 郡份選區及市鎮選區
英國下議院、蘇格蘭議會、威爾斯議會，及北愛爾蘭議會的選區均會被劃分成郡份選區（County constituency）或市鎮選區（Borough constituency；蘇格蘭内稱Burgh constituency）兩種。自英國實行普選以來，郡選區與自治市鎮選區兩者只有微小差異，但歷史上兩者曾採用不同的選民資格。
市鎮選區通常設於市區，而郡份選區則一般以鄉郊地區為主，其在法律上並無明確的界定標準。英格蘭選區分界委員會曾表示：「原則上，選區若包含相當比例的鄉村地區，就會被劃分為郡選區；否則會被劃分作自治市鎮選區。」在蘇格蘭，除了格拉斯哥、愛丁堡、阿伯丁、鄧迪、以及舊拉納克郡内三個城區之選區為自治市鎮選區外，其餘下議院選區皆為郡選區。
在英格蘭和威爾斯，市鎮選區的選舉主任（returning officer）一般由當地市長或區議會主席兼任，而郡份選區則由郡長（High sheriff）兼任，但實際負責選舉事務的代理選舉主任（acting returning officer）則一般交由地方議會任命。由於郡份選區之範圍一般比市鎮選區大，故兩者的候選人競選經費上限稍有不同。但選區若舉行補選，競選經費上限則劃一為10萬英鎊。

### 歷史
英國國會從13世紀起已有平民代表之傳統——其前身英格蘭國會從1295年的模範議會起便允許各郡及各自治市鎮選出代表參加議會。當時各郡可選出兩名郡騎士；各自治市鎮則可選出市民代表（burgesses）出任議員。市民代表人數一般為兩名，但亦有上達四名（如倫敦），少至一名的例子。威爾斯從1535年起完全併入英格蘭王國，威爾斯境内各郡及自治市鎮亦可選出一名下議院議員。
當時各選區的選民資格並不一致：在郡選區，選民需擁有價值至少四十先令的產權；而自治市鎮選區則更爲複雜——從給予大多數居民投票權的鍋灶選民制，到僅有極少數選民的腐敗選區皆有。
1950年前下議院亦劃有大學選區，給予大學畢業生額外一名議員。
類似的劃分亦適用於愛爾蘭王國下議院；蘇格蘭王國國會則稱平民代表為郡代表（Shire Commissioners）與市鎮代表（Burgh Commissioners）。1707年聯合法令通過後，原蘇格蘭王國國會中的市鎮選區被合併成14個市鎮群選區，僅有愛丁堡獲保留為單獨的市鎮選區。而1800年聯合法令通過後，原愛爾蘭國會中規模較小的自治市鎮選區被併入周遭的郡選區，其餘自治市鎮選區除了最大的科克市及都柏林市外，則改為僅選出一名議員。
《1832年改革法令》擴大英格蘭及威爾斯兩地的選民基礎，廢除了大部分的腐敗選區，改設選區於人口稠密市鎮及將郡拆分成兩個雙議席選區（未獲拆分的郡則獲增加一個議席）。國會亦通過法令對蘇格蘭與愛爾蘭進行類似改革。《1885年議席分配法令》則進一步細分選區，令下議院每一議席大致代表5萬人。
《1944年下議院（議席分配）法令》於各構成國設立選區分界委員會，負責定期檢討下議院選區分界——此機制一直沿用至今。

## 下議院選區
現時英國下議院共有650個選區，涵蓋四個構成國（英格蘭、蘇格蘭、威爾斯及北愛爾蘭）。各選區經由單議席單票制選出一位國會議員（MP）。各構成國之選區分界委員會依照聖拉古公式分配選區予英格蘭的九個區域及其他三個構成國。

## 構成國議會

### 蘇格蘭議會選區
蘇格蘭議會的選區有時被稱為「荷里路德選區」（因議會坐落於愛丁堡荷里路德），以便與下議院的「西敏選區」（下議院位處西敏宮）加以區別。
現時蘇格蘭共有73個蘇格蘭議會選區，各選區經由單議席單票制選出一位議會議員（MSP）。此外，這些選區會組成8個選舉地區（electoral regions），各選舉地區以附帶席位制選出7名議員。
1999年依照《1998年蘇格蘭法令》設立蘇格蘭議會時，其選區（除了兩個外）皆與當時的下議院選區相同。儘管當時立法原意是希望兩者的選區能保持一致，但由於2005年大選起蘇格蘭之席次會由72席縮減至59席，爲了確保蘇格蘭議會之席次不受影響，《2004年蘇格蘭議會（選區）法令》確立蘇格蘭議會會獨立於下議院以外自行定期檢討其選區分界——最近一次選區分界檢討於2011年舉行。

### 威爾斯議會選區
現時威爾斯議會共有40個選區，各選區經由單議席單票制選出一位議會議員（MS）。此外，與蘇格蘭議會類似，這些選區會組成5個選舉地區（electoral regions），各選舉地區以附帶席位制選出4名議員。
從2026年選舉起，威爾斯議會將改由政黨名單比例代表制選出議會議員。新議會將設16個選區，各選區選舉6席議員。

### 北愛爾蘭議會選區
現時北愛爾蘭議會共設有18個選區：4個自治市鎮選區（均位處貝爾法斯特）及14個郡選區（見下文）。各選區以可轉移單票制選出五位議會議員（MLA）。《1998年北愛爾蘭法令》規定各選區範圍需等同於同名之下議院選區。下列選區並不適用於北愛爾蘭11個地區議會的選舉。

## 倫敦議會選區
現時倫敦議會共設有14個選區，覆蓋整個大倫敦地區。各選區經由單議席單票制選出一名議會議員。此外，有11議席為依照政黨得票比例，以附帶席位制產生。
倫敦議會作為大倫敦政府一部分，其選舉與倫敦市長選舉同期舉行。

## 已撤銷的選區

### 歐洲議會選區（1979年-2020年）
在2020年脫離歐盟之前，英國透過12個選區選出其歐洲議會議員（MEP）。當中北愛爾蘭選區採用可轉移單票制，而涵蓋大不列顛島的其餘11個選區則採用依照漢狄法分配的比例代表制。
1979年英國首次舉行歐洲議會選舉時，大不列顛被劃分成78個單議席單票制選區，與下議院議員的選舉方式相同。作爲競選政綱的一部分，時任工黨政府在1999年通過《1999年歐洲議會選舉法令》，在大不列顛改為採用比例代表制，並從1999年選舉起施行。西南英格蘭選區從2004年起亦納入直布羅陀，該地是僅有處於歐盟境内的英國海外領土。

### 北愛爾蘭下議院選區（1921年-1973年）
從1921年至1973年北愛爾蘭下議院為權力下放後北愛爾蘭議會的下議院。1972年因北愛爾蘭衝突惡化，英國政府決定暫停權力下放政府運作，改由英國政府直接管控，而於1973年解散。
解散時北愛爾蘭下議院共設有52個選區，採用單議席單票制。其選區如同下議院選區一樣分爲郡選區及自治市鎮選區兩種。下議院亦曾劃有大學選區（以可轉移單票制選出4名議員），但選區在1969年廢除。